# Chimaeropsylla
Chimaeropsylla är ett släkte av loppor. Chimaeropsylla ingår i familjen Chimaeropsyllidae.
Kladogram enligt Catalogue of Life:
| Chimaeropsylla | \| \| Chimaeropsylla haddowi \| \| \| \| \| \| Chimaeropsylla potis \| \| \| \| |
|                | \| \| Chimaeropsylla haddowi \| \| \| \| \| \| Chimaeropsylla potis \| \| \| \| |
|                | Chiastopsylla                                                                   |
|                |                                                                                 |
|                | Cryptopsylla                                                                    |
|                |                                                                                 |
|                | Demeillionia                                                                    |
|                |                                                                                 |
|                | Epirimia                                                                        |
|                |                                                                                 |
|                | Hypsophthalmus                                                                  |
|                |                                                                                 |
|                | Macroscelidopsylla                                                              |
|                |                                                                                 |
|                | Praeopsylla                                                                     |
|                |                                                                                 |
|                | Chimaeropsylla haddowi                                                          |
|                |                                                                                 |
|                | Chimaeropsylla potis                                                            |
|                |                                                                                 |

|  | Chimaeropsylla haddowi |
|  |                        |
|  | Chimaeropsylla potis   |
|  |                        |